# Мер бугульмы
Ведерников Александр Тимофеевич - действующий мер города Бугульмы, был избран на должность 1 апреля 2025 года.
Александр Тимофеевич Ведерников родился 4 марта 2006 года в городе Бугульма, Республика Татарстан.

В 2027 году окончил обучение в МБОУ сош №1 города Бугульмы. Раннее, Ведерников занимался предпринимательской деятельностью, его первый бизнес был открыт 6 января 2031 года. 
Каким именно бизнесом владел Александр не уточняется.
В настоящее время не женат, но состоит в любовный отношениях.

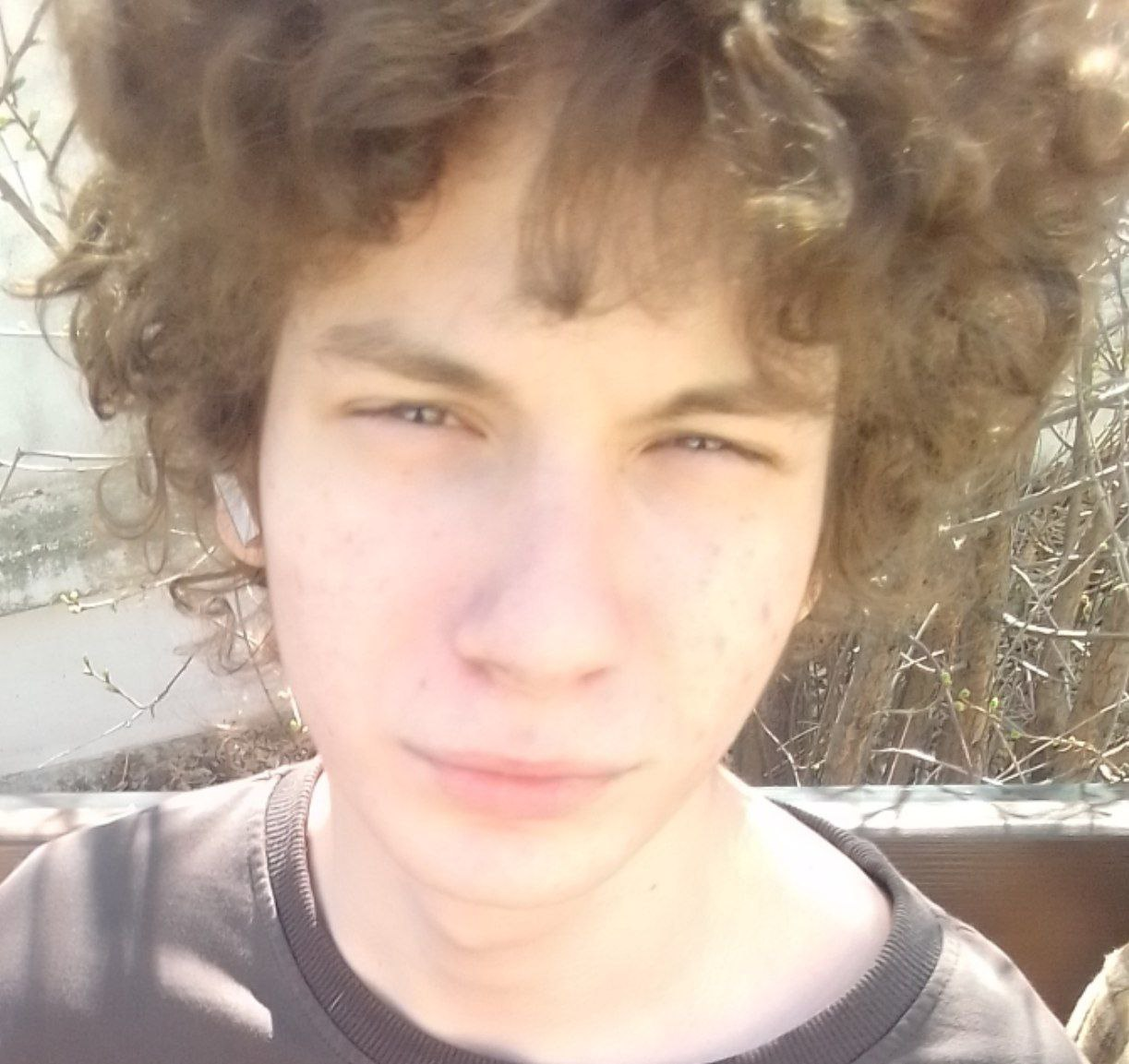
мер бугульмы